# Alopochen
Alopochen is een geslacht van vogels uit de familie van de eenden, ganzen en zwanen (Anatidae). De wetenschappelijke naam van het geslacht is voor het eerst geldig gepubliceerd in 1885 door Stejneger.

## Soorten
Het geslacht bestaat uit slechts één nog levende soort plus twee uitgestorven soorten.
- Alopochen aegyptiaca – Nijlgans

### Uitgestorven
- † Alopochen kervazoi – Réuniongans
- † Alopochen mauritiana – Mauritiusgans